# جيمس كوريج
جيمس كوريج (بالإنجليزية: James Courage)‏ (9 فبراير 1903، كرايستشرش في نيوزيلندا - 5 أكتوبر 1963)؛ شاعر وروائي نيوزيلندي.